# エレクトロ・モーティブ・ディーゼル
エレクトロ・モーティブ・ディーゼル（Electro-Motive Diesel 、EMD）は、アメリカ合衆国にある世界第2位の機関車製造会社である。主に鉄道車両（電気式ディーゼル機関車）を製造する。これまでに70,000両を越えるディーゼル機関車を生産した。かつてはゼネラルモーターズの機関車部門として、エレクトロ・モーティブ・ディヴィジョン（Electro-Motive Division ）と呼ばれていたが、GMは2005年4月4日に機関車部門を売却、新会社として再スタートした。さらにその後、キャタピラーの子会社であるプログレス・レール・サービシズ（Progress Rail Services Corporation ）が買収を発表している。

## 年表

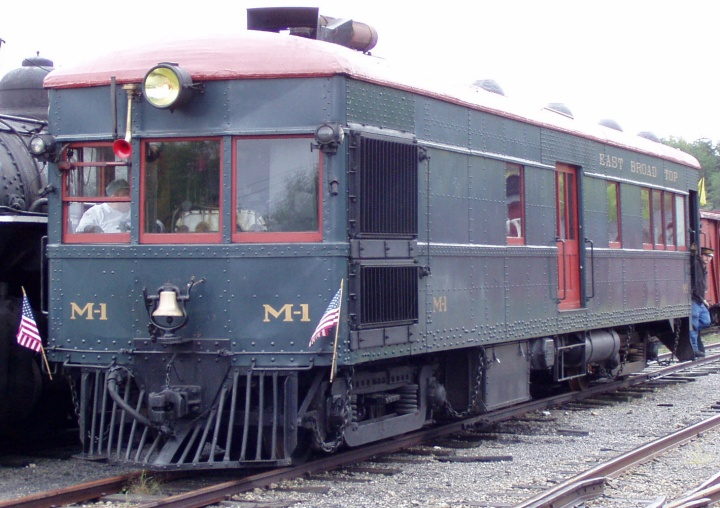
1920年代のガソリン電気式気動車

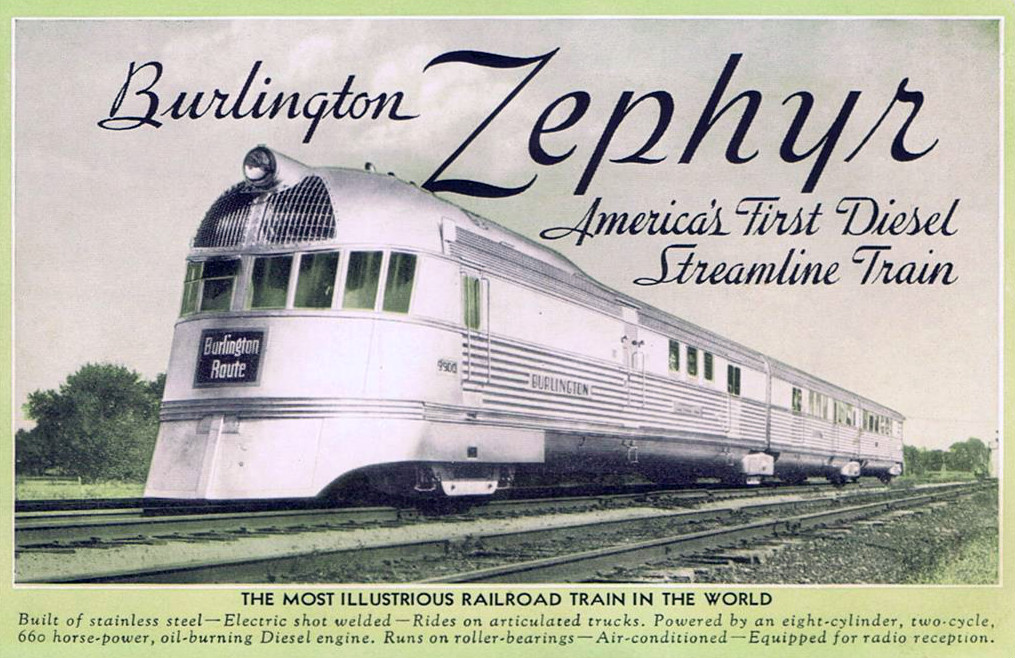
EMC時代の電気式ディーゼルカー、バーリントンゼファー

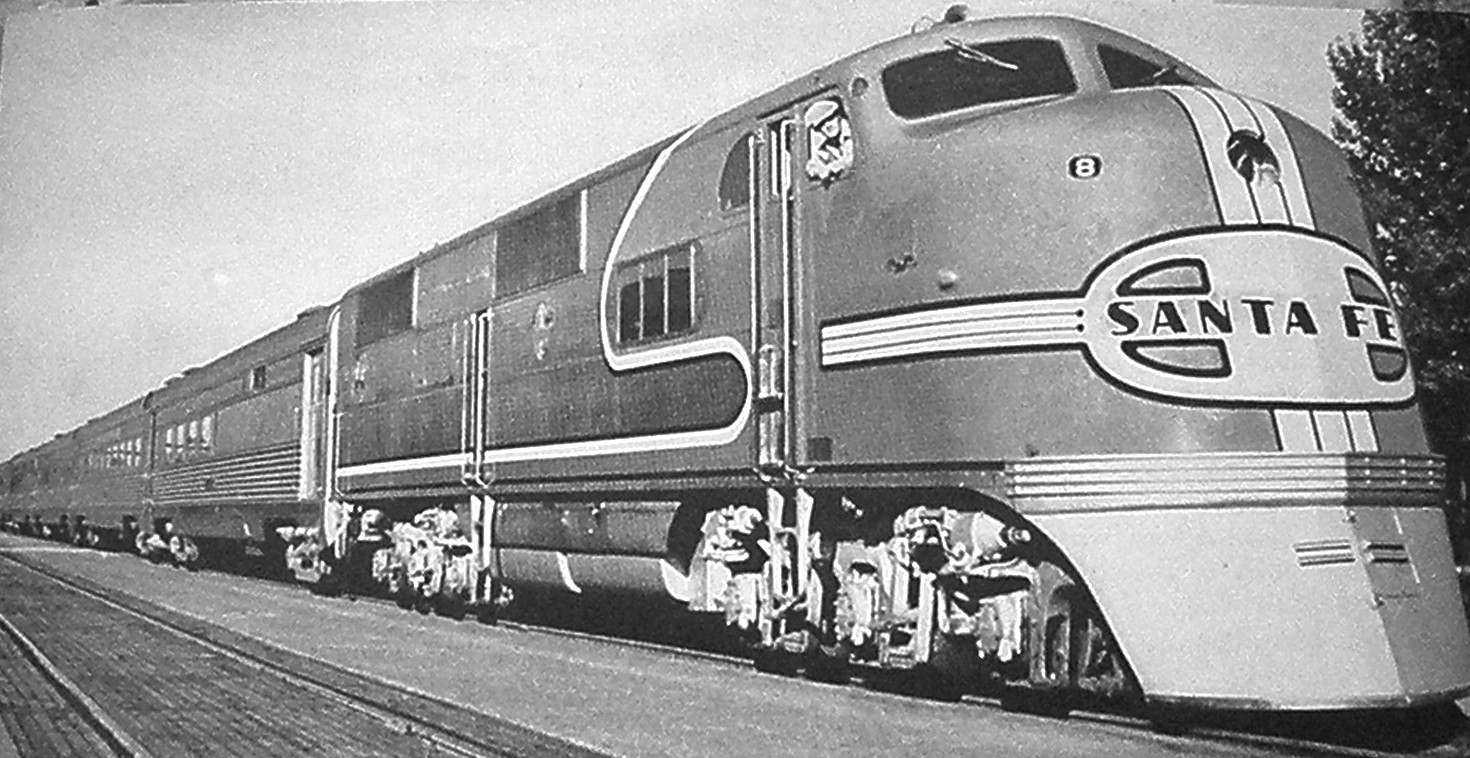
初期のEMCを代表する電気式ディーゼル機関車、:en:EMC E1

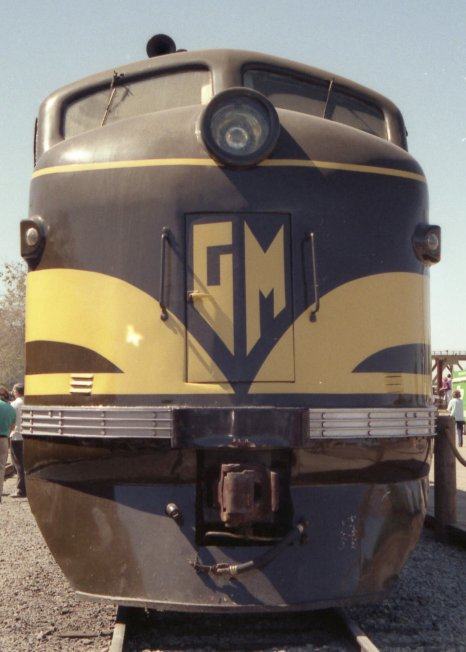
FT demonstrator unit EMD 103 at the California State Railroad Museum in 1991

- 1922年 - Electro-Motive Engineering Company設立
- 1923年 - 2両のガソリン電気式気動車を受注。電気式ディーゼルの鉄道車両を試作
- 1924年 - 納車
- 1925年 - 会社名をElectro-Motive Company（EMC）に変更
- 1930年 - GMに買収される
- 1935年 - イリノイ州マコーミック工場完成
- 1939年頃 - 567系エンジン発表
- 1941年 - ウイントンと統合され、Electro-Motive Division（EMD）設立
- 1949年 - カナダ・オンタリオ州ロンドンに工場完成。GP7を発表
- 1965年 - 645系エンジン発表
- 1972年 - ダッシュ2シリーズ発表
- 1984年 - 710系エンジン発表
- 1991年 - マコーミック工場の機関車製造部門とロンドン工場に統合
- 1998年 - 265系エンジン発表
- 2005年 - GMから売却され、Electro-Motive Diesel（EMD）となる
- 2010年 - キャタピラーの子会社プログレス・レール・サービシズが買収を発表。

## 歴史

### EMCとウィントン・エンジン
EMDのルーツは、エンジニアリング会社であるエレクトロ・モーティブ・エンジニアリング・カンパニーと、エンジン製造会社であるウィントン・エンジン・コーポレーション（以下ウィントン）に遡る。
1922年、ハロルド・L・ハミルトンとポール・ターナーによってエレクトロ・モーティブ・エンジニアリング・カンパニーがオハイオ州クリーブランドに設立された。ウィントンとともに、ガソリンエンジンを使用した鉄道車輌等を製造し、翌年には2両のガソリン式気動車を販売。1台はシカゴ・グレートウェスタン鉄道、もう1台はノーザン・パシフィック鉄道が購入し、1924年に納車された。両者とも非常に調子がよく、両鉄道会社も満足のいく成果を得たことで、設立したばかりの会社ながら良い仕事をする会社だという評判が広まった。1925年、会社の名前をエレクトロ・モーティブ・カンパニーへと変え、フルスケールの車両製造に乗り出した。レールカーは27台売れた。
ハミルトンは「ディーゼル機関車の父」と呼べる存在である。彼は、疑うことなく電気式ディーゼルのシステムを各鉄道に説いていった。ハミルトンの鉄道人としてのキャリアは、サザン・パシフィック鉄道の消防係から始まり、大陸横断鉄道の機関車技術者を経てフロリダ東海岸鉄道の管理者となった。後にデンバーで自動車のマーケティング業務に携わった際、ハミルトンは初期の電化鉄道の経験と鉄道の必要性、そして大きく重い自動車に対面したことから、すぐに蒸気機関車よりも効率に優れる、内燃機関で発電してモータを駆動する機関車のシステムを考案した。彼はトラック販売の仕事を辞め、ホテルの一室に彼のパートナーと設計者と会社を開き、1923年に初めての電気式ディーゼルの鉄道車両を試作した。そして1920年代後半からは、ガソリンエンジンよりも高効率なディーゼルエンジンを鉄道車輌に搭載できないか検討を開始した。しかし、燃料噴射ポンプや補機類の開発に難航していた。ハミルトンは、その解決のためには1000万ドルの資金が必要だと見積もっていた。

### GMによるウィントンとEMC買収
ほぼ時期を同じくして、GMもディーゼルエンジンの可能性を探っていた。チャールズ・ケタリング率いるゼネラルモーターズ・リサーチ・コーポレーション（のちのリサーチ・ラボラトリーズ）は、1921年からディーゼルエンジンの試作を開始。のちにGMの社長となるアルフレッド・スローンもそれを後押しし、リサーチ・ラボラトリーズは他社にさきがけて極めて高精度の燃料噴射ポンプを完成させた。
1930年、GMはウィントンとEMCを買収。エンジン本体製造のウィントン、エンジニアリングのEMCとGM、そして資金提供はGMという形態で、高性能ディーゼルエンジン開発を進めることとした。買収時には実用的な鉄道用ディーゼルエンジンは成功していない段階であったが、GMは鉄道車両製造部門への投資効果を確信し、1935年までにGM本社のあるシカゴのすぐ西、イリノイ州マコーミックの55番通りに新しい工場を建設した。当初は機関車本体のみをここで製造していたが、1938年からはエンジンも含めて車両全体を製造できる体制とした。
そして、従来は完全受注生産（オーダーメイド）であった機関車を、メーカー側が用意した車種から選ぶという購入方法（レディ・メイド）への変更を行い、量産効果による大幅な車両価格低減（8万ドルから7万2000ドルへ）を実現した。

### 新型エンジンの成功
当初製造されていたのは201Aエンジンであるが、EMCは1930年代末までに強力なディーゼルエンジンを作り上げた。そのエンジンは、気筒あたりの排気量が567立方インチ（9.3リットル）であることにちなみ、567型と呼称された。このエンジンはOHC2ストロークのスーパーチャージャーつきエンジンで、気筒あたり4つの排気バルブを持つ。これをV型6気筒、V型8気筒、V型12気筒、V型16気筒に組み合わせて、要求される性能に答えた。そのエンジンは、まず最初はキャブ・ユニットタイプの旅客用機関車、Eシリーズに搭載されたが、EMCの目指すところは貨物用機関車であった。旅客輸送は、鉄道にとってあまり利益の出る事業ではない。蒸気機関車から貨物輸送の役割を奪うことこそ、大切な事業であった。
EMCは貨物用機関車のユニット（運転台のある機関車とない機関車を組み合わせて使用する＝ユニット）、FTを試作し、全米でのデモ走行を開始した。デモは大成功し、とりわけ西部の鉄道は砂漠で蒸気機関車に水を補給する苦労から解放されるとしてFTを大歓迎した。EMCは1日1両のペースで機関車を製造し、600両を売り上げた。1941年1月1日、GMはEMCとウイントンのエンジン部門を統合し、エレクトロ・モーティブ・ディビジョン（EMD）を設立した。1941年以前に作られたGMの機関車はエレクトロ・モーティブ・コーポレーション（EMC）製である。その後、ウイントンは機関車用のエンジン以外、すなわち大型潜水艦や船舶、定置用ディーゼルエンジンの製造を、クリーブランド・ディーゼルエンジン・ディビジョンとして20年間続けた。

### 第二次世界大戦
第二次世界大戦中、EMDはアメリカ海軍の船舶用ディーゼルエンジンの生産に集中するため、一時的に機関車の製造を中止した。しかし、戦時物資の補給輸送に使われる機関車を増備する必要に迫られたため、1943年から機関車の製造を再開することとなった。戦争はEMDにとって思わぬ利益をもたらした。アメリカン・ロコモティブやボールドウィンなどのライバル会社が前近代的な蒸気機関車、スイッチャー（主に入換用のディーゼル機関車）などの製作に専念させられていく一方で、唯一EMDだけがディーゼル機関車の製造を続けることができたのである。終戦時、EMDの機関車製造はフル回転の状態であった。しかも、新型のF3や旅客用のEシリーズである。ボールドウィンは、いまだ蒸気機関車列車全盛と錯誤していた。

### 戦後の競合メーカーとGEの参入
1940年代末から1950年代初頭にかけて、アメリカの鉄道事業者は無煙化を推進した。そのほとんどはディーゼル化であったため、先述のALCOやボールドウイン、ライマ・ロコモティブ・ワークスなどの蒸気機関車メーカーや、大戦中に船舶を製造していたフェアバンクス・モースなどの新たなメーカーがディーゼル機関車製造に名乗りを上げた。多くの鉄道事業者は、まず数社から数ユニットずつ機関車を購入し、試用したのちに大量に発注したが、その多くはEMDに発注された。
ここで発注されたのはFシリーズであり、F3からF7までを貨物用として、旅客用のE7やE8を蒸気機関車との置き換え用としての発注であった。旅客列車をディーゼル化する経済効果は貨物列車のそれほどではないが、蒸気機関車の煙から解放された乗客は「動く広告」であった。
1949年、EMDはカナダのオンタリオ州ロンドンに新しく工場を開設した。GMの子会社であるゼネラルモーターズ・ディーゼル（GMD）が運営し、EMDの機関車のほかGMDが設計した車両も同様にカナダ国内や輸出向けに製造した。
同年、EMDは新たな革命的な機関車、GP7を発表した。いわゆるスイッチャータイプを引き延ばしたような形態をしており、ディーゼルエンジンや発電機はフードと呼ばれるカバーで覆われ、そのフードは容易に着脱することができた。この形態は現代においてフード・ユニットと呼ばれるもので、フード部分は車幅が狭く、車体の片側に寄せられた運転台からは両方向の視界が確保されるものである。そして、剛性を車体ではなくフレームが受け持つ。この形態はメンテナンス製にも優れていることもあり、EMDが予期していたよりも大きな成功を収めた。そうして、ごくわずかな例外を除いて、アメリカ国内で製造されるアメリカ国内向け機関車は1960年代からフードユニットタイプのみが製造されている。

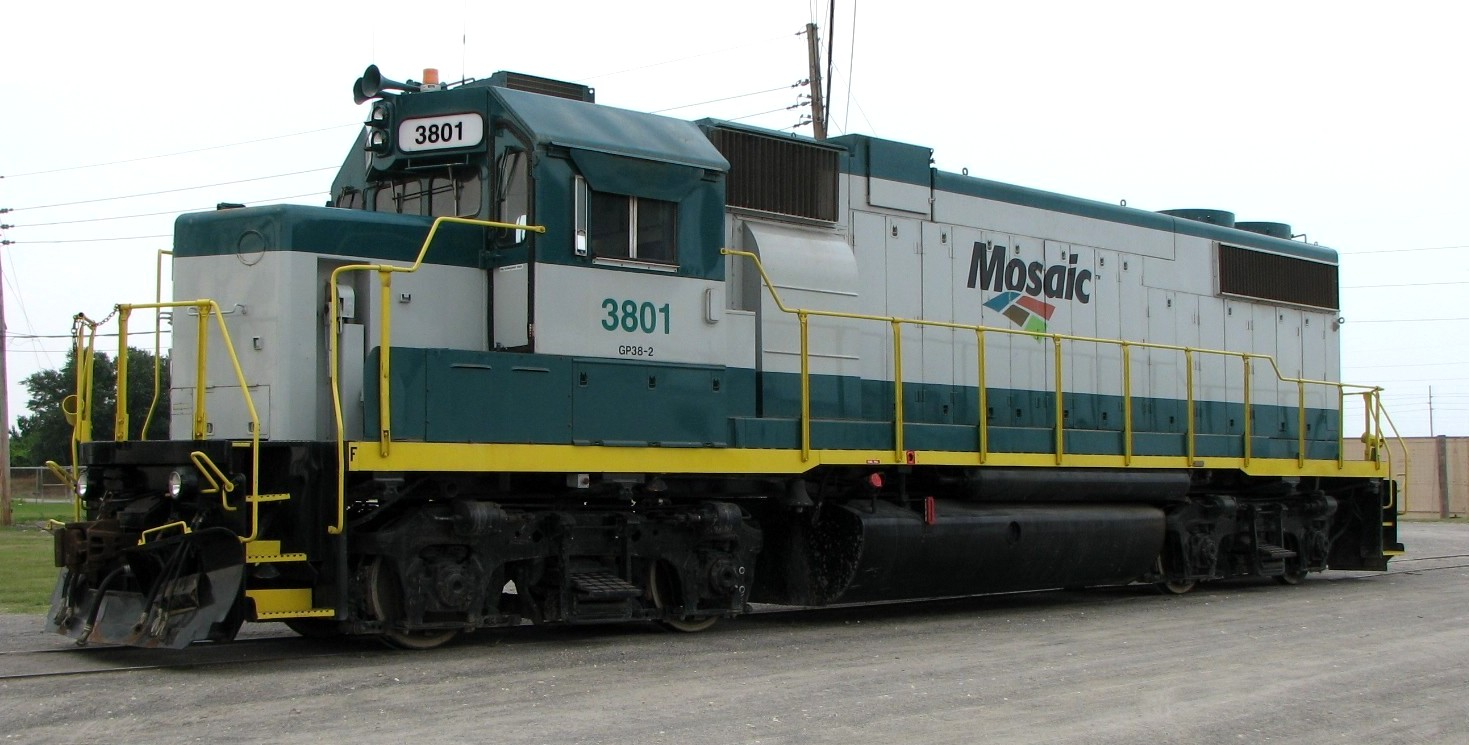
フロリダ州ブリュースター近くのアグロック操車場 (鉄道)にて。GP38-2

EMDのライバルメーカーは、その製造ペースに追随することができなかった。まずライマが脱落し、ボールドウインやエンジンメーカーと合併してボールドウイン・ライマ・ハミルトン（BLH）が設立されたが、ボールドウインの率いる会社は長くは続かなかった。フェアバンクス・モースは革新的な機関車を製造したが販売的にふるわず、機関車製造から撤退した。ゼネラル・エレクトリックと組んだアルコだけが残った。アルコのディーゼル機関車の電気系統はGEが担当していた。
1950年代初頭に、GEはガスタービンエンジンを使った自前の機関車を発表し、機関車製造に参入した。1950年代末までにはディーゼル機関車も開発した。
そのころ、567型エンジンは改良が重ねられていた。初期の6気筒エンジンは600馬力（450kW）、V12型エンジンは900馬力（670kW）、V16型エンジン1350馬力（1010kW）であったが、1959年ころにはターボチャージャーを架装し、1963年10月から1966年1月までに製造された最終バージョンの567D3A型エンジンではV16で2500馬力（1860kW）を発揮するまでになっていた。

### 645型エンジンの時代

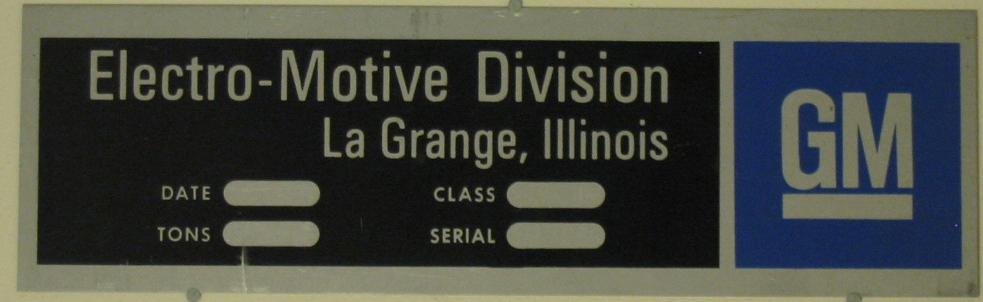
1960年代終わりから1980年代半ばまで用いられたEMDの製造銘板

1966年、気筒あたりの排気量を拡大した645型エンジンが発表された。出力はノンターボのV12型とV8型ターボで1500馬力（1100kW）、V12型ターボで2300馬力（1700kW）、V16型ノンターボで2000馬力（1500kW）、V16型ターボで3000馬力（2200kW）であった。EMDはまた、SD45型機関車用に3600馬力（2700kW）を発生するV20型ターボエンジンを開発した。これは初の20気筒エンジンを採用した機関車である。最終型である645F型エンジンでは、V16型で3500馬力（2700kW）まで出力が向上された。
1972年、モジュラーコントロールシステムを採用するなどしたコンセプト、Dash 2（形式に「-2」が付されることを意味する）を発表した。その代表は、機関車史上特筆すべきSD40-2であった。3,945両が製造され、SD40シリーズ全体では5,752両が製造された。そのほとんどは現在もなお使用されている。1984年、EMDのコントロールシステムはマイクロプロセッサを使用したものへと変更され、動輪の空転制御をコンピュータでするようになった。

### 710型エンジンの時代

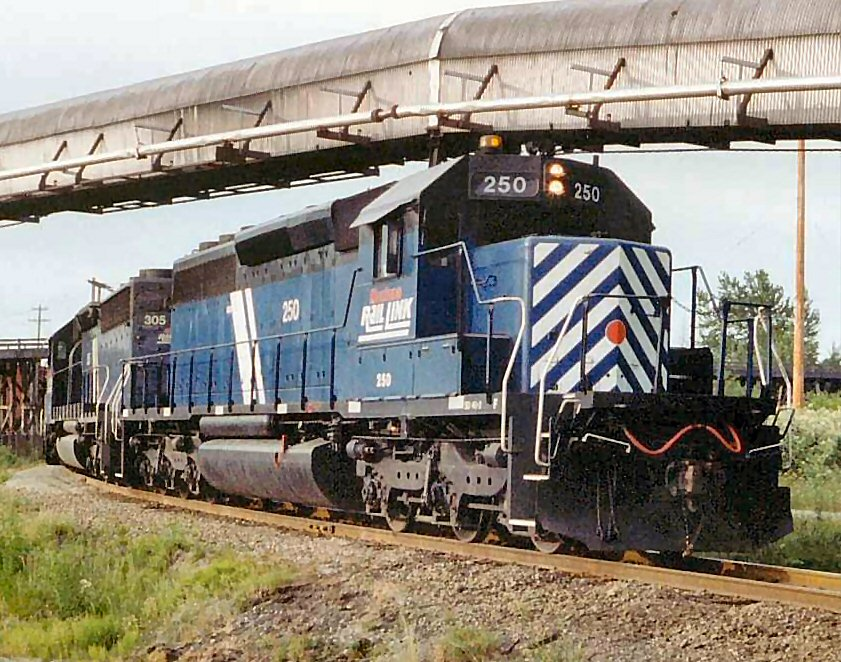
モンタナ・レール・リンク所有のSD40-2

1984年、EMDは710型エンジンと60シリーズ機関車を発表した。エンジンのラインナップは12気筒、16気筒、20気筒である。なお、645型エンジンを搭載した50シリーズ等は、引き続き1988年まで製造された。
カナダとアメリカの自由貿易協定が1989年に発効した2年後の1991年、EMDは、マコーミック工場の機関車製造ラインをロンドンのGMDの工場に統合し、マコーミックの工場ではエンジンと発電機の製造に専念することにした。

### H型エンジンの時代
1998年、EMDは2ストロークの710型エンジンを完全に置き換える、4ストロークの265型エンジンを発表した。このエンジンはH型エンジンとも呼ばれ、2008年現在も製造されている。
1990年代前半、EMDは新たな2つの技術革新を迎えた。ひとつは低速時に粘着力が増し、信頼性も向上した交流での制御技術と、車輪・軌道双方の消耗を減少させる操舵台車の実用化である。1990年代に機関車のエンジン出力は6000馬力（4500kW）まで増強され、その成果はSD90MACに結実した。
1999年、UPは単年度としては史上初の1000両の機関車をEMDに発注した。それはSD70Mであった（かつてスウェーデンのNOHABが1920年に1000両を受注したことがあった）。

### 現在

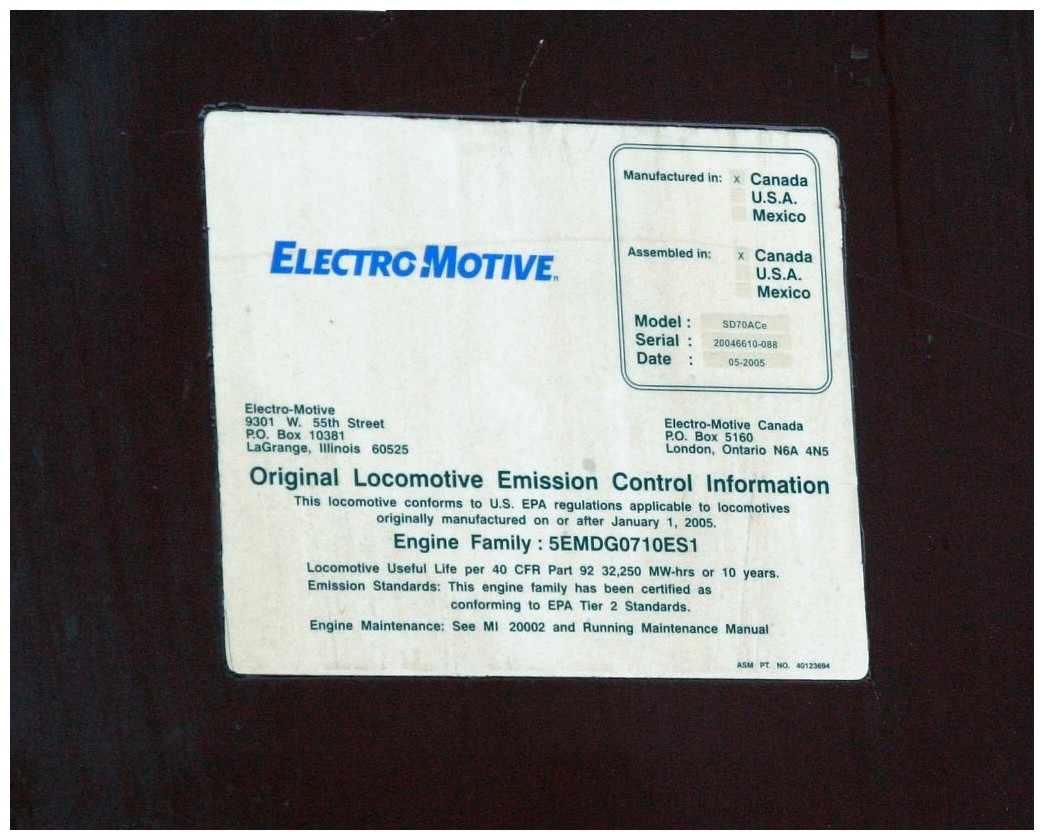
SD70ACeの排出規制適合ラベル

2004年、CSXトランスポーテーションは、交流モータを使用するSD70MACより低燃費でメンテナンス性を向上させ、信頼性も増したSD70ACeを発注した。アメリカ合衆国環境保護庁（EPA）の鉄道車両に関する排出規制「Tier 2」に対応したもので、旧式となっていた2ストロークの710型エンジンを搭載している。
2005年には、SD70MのTier 2対応型で直流モータを使用するSD70M-2をまずノーフォーク・サザン鉄道に納めた。その姉妹機であるSD70ACeと同じく710型エンジンを搭載している。
EMDはISO9001とISO14001を取得している。

### GMから売却されてキャタピラー傘下に
2004年6月、ウォールストリート・ジャーナルに、GMがEMDの売却先を探しているという記事が掲載された。翌2005年1月11日、ロイターが、これに名乗りを上げたエクイティがふたつあり、その週のうちに決まるという記事を配信した。
数日後、GMはそれを裏付けるプレスリリースを発表。GMはEMDをグリーンブライア・エクイティグループLLCとバークシャー・パートナーズLLCへの売却に同意した。新会社の社名は、従来の「エレクトロ・モーティブ・ディビジョン」から「エレクトロ・モーティブ・ディーゼル」に変更されたものの、EMDの略称はそのまま引き継がれることとなった。売却手続きは4月4日までに完了した。
2010年6月1日、建設機械大手のキャタピラーの子会社であるプログレス・レール・サービシズが、EMDを所有するエクイティ2社からEMDを8億2000万ドルで買収する契約を結んだと発表した。合併作業は年末までに完了する予定であり、また当面イリノイ州ラグランジュの本社は維持され、CEOも続投することを発表している。

## エンジン
567型から710型までは2ストロークディーゼルエンジンで、型式名は1気筒あたりの排気量の立方インチに由来。265型は4ストロークディーゼルエンジンで、名称はピストンの直径（mm）に由来。これらのシリンダを、6気筒、V型8気筒、V型12気筒、V型16気筒、V型20気筒等に組み合わせ、さらに過給器やEFIを装備するなどして求められる性能を発揮している。
- 567型…1938年。ボア×ストローク＝8+1/2インチ（216mm）×10インチ（254mm）
- 645型…1966年。ボア×ストローク＝9+1/16インチ（230.2mm）×10インチ（254mm）
- 710型…1984年。ボア×ストローク＝9+1/16インチ（230.2mm）×11インチ（279.4mm）
- 265型（H型）…1998年。ボア×ストローク＝254mm×300mm

## 報告記号

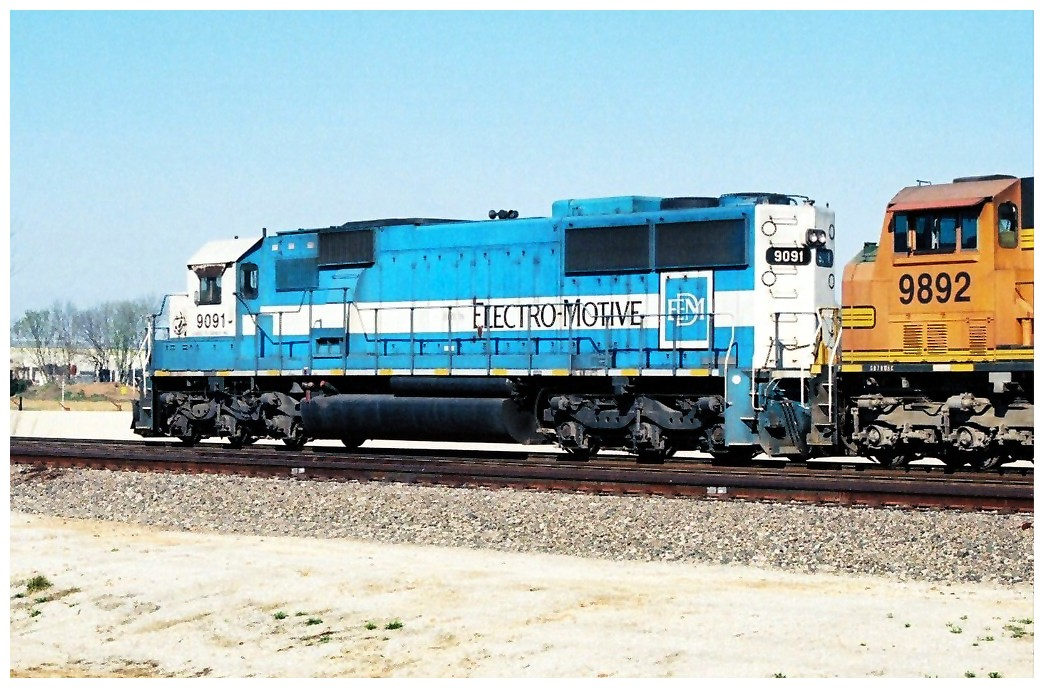
EMDX 9091号機のSD60、右側にEMDのロゴが入っている

アメリカ鉄道協会（AAR）が定める報告記号は次のとおり。
- EMDX - Electro-Motive Division leasing（EMDリース）
- EMLX - Electro-Motive Division leasing（EMDリース）
- GMCX - General Motors Corporation（ゼネラルモーターズ）
- GMDX - General Motors Diesel Canada（ゼネラルモーターズ・カナダ）

## ノート
1. ↑  ディヴィジョンとディーゼルが同じ「D」から始まるため。